# Градов, Пётр Михайлович
А я-то думал, Вы счастливая,

Когда одна на склоне дня

Вы шли такая горделивая

И не взглянули на меня.

…

На Вас глядят глаза влюблённые.

Им не понять издалека,

Что в Вас тоска неутолённая,

Святая женская тоска.

И мысль одна неодолимая

Вам не дает ни спать, ни жить:

Что это мало – быть любимою,

Что надо любящею быть.

Святая, гордая, красивая…

Я слышу ваш весёлый смех.

А я-то думал Вы счастливая,

Я думал, Вы счастливей всех.
Пётр Михайлович Градов (настоящая фамилия — Кутман, 10 февраля 1925 — 3 сентября 2003) — советский и российский поэт, актёр, переводчик, драматург, лауреат «Артиады народов России», Заслуженный работник культуры Чувашской Республики, почётный гражданин Севастополя, автор текстов более 200 песен.

## Биография
Родился на Украине, детство провёл в Ленинграде, где во время войны работал санитаром во фронтовом госпитале № 926, затем госпитале № 2010, а в 1943 году был призван в армию. В том же году окончил Военное училище связи в Орджоникидзе, с 1944 командир радиолокационного взвода отдельного батальона связи Ленинградского фронта.
Впоследствии жил в Москве. В 1949 году окончил актёрский факультет ГИТИСа. В 1949—1957 годах работал в Театре имени Вл. Маяковского. Лауреат всесоюзных и всероссийских конкурсов песни.
Песни на стихи Петра Градова включали в свой репертуар популярные исполнители: Иосиф Кобзон, Татьяна Шмыга, Михаил Чуев, Людмила Зыкина, Ирина Бржевская, Лев Лещенко, Валентина Толкунова, Людмила Краева, Владимир Трошин, Анна Литвиненко, Людмила Гурченко, Георг Отс.
Музыку на стихи Градова писали композиторы: Серафим Туликов, Виктор Купревич, Анатолий Новиков, Валентин Левашов, Людмила Лядова, Оскар Фельцман, Сигизмунд Кац, Михаил Славин, Вано Мурадели, Михаил Чуев, Валерий Калистратов, Александр Основиков, Евгений Птичкин и многие другие деятели культуры.
В последние годы жизни часто выезжал работать в дачном поселке ДНТ Красновидово.
Скончался 3 сентября 2003 года в Москве. Похоронен на Химкинском кладбище (16 уч.).

## Награды и премии
- орден Дружбы (10 апреля 1995)
- орден Отечественной войны II степени (11 марта 1985)
- орден «Знак Почёта» (14 ноября 1980)
- медаль ордена «За заслуги перед Отечеством» II степени (24 сентября 2001)
- медаль «За освобождение Крыма и Севастополя» (17 марта 2014, посмертно) — за создание гимна «Легендарный Севастополь»[4]
- другие медали

## Семья
- Жена — Изида Максимова-Кошкинская (1930—1963), дочь И. С. Максимова-Кошкинского и Тани Юн.  Работала переводчицей. Погибла в автомобильной катастрофе.
  - Сын Андрей Градов (род. 1954) — киноактёр и актёр дубляжа, заслуженный артист России.
  - Дочь Татьяна (род. 1958) — редактор журнала.  Снялась в фильме «Операция „Ы“ и другие приключения Шурика» (новелла «Операция „Ы“», роль беспокойной девочки Лены).

## Сочинения

### Киносценарии
- 1958 — Матрос с «Кометы»

### Поэзия
- Легендарный Севастополь, 1954 — гимн города-героя Севастополя.
- Любовь моя — Волга. Чебоксары 1984
- Избранное: стихи.-М.: Советский писатель, 1990.- 480с.
- Откровенно говоря: стихи, поэма, эпиграммы.-М.: Книга и бизнес, 1992.-96с.

### Драматургия
- Предел моих желаний. Водевиль 1963
- Любушка. 1981
- Чемпионка. Комедия 1981
- Ради этого дня. Пьеса 1984
- Графиня-цыганка. Комедия

## Память
- Малое гидрографическое судно «ГС-398» проекта 872 Черноморского флота с 25 апреля 2005 года носит название «Пётр Градов».

Улица в г. Севастополе,
ЖСТИЗ «Сосновый Бор».